# Pierre II (roi d'Aragon)
 (mars 2018).
Pour les articles homonymes, voir Pierre II.
Pierre II d'Aragon dit « le Catholique » (en catalan Pere el Catòlic, en castillan Pedro el Católico), né vers 1178, peut-être à Huesca, et mort le 12 septembre 1213 à Muret, est roi d'Aragon et comte de Ribagorce de 1196 à 1213 (sous le nom de « Pierre II »), comte de Barcelone, de Gérone, de Besalú, de Pallars Jussà de 1196 à 1213 (sous le nom de « Pierre Ier »), comte de Gévaudan de 1196 à 1213, seigneur de Montpellier et baron d'Aumelas de 1204 à 1213.

## Biographie

### Jeunesse
Fils aîné du roi Alphonse II d'Aragon et de Sancie de Castille, Pierre nait vers 1178, probablement à Huesca. Il passe son enfance dans cette ville avec son frère Alphonse. Il est fait chevalier par son père à Sigena en 1188.

### Roi d'Aragon
Alphonse II meurt le 25 avril 1196 à Perpignan. Suivant le testament de son père, Pierre II n'est pas censé régner avant d'avoir atteint 20 ans, sa mère devant être tutrice du royaume. De plus, le testament donne à Pierre II le royaume d'Aragon et les comtés de Barcelone, de Roussillon et de Pallars, tandis que son frère Alphonse hérite des comtés de Provence, du Gévaudan et la vicomté de Millau. En septembre 1196, Pierre II prend officiellement possession de ses États lors d'une cérémonie au cours de laquelle il jure de respecter les fueros devant les Cortes réunies à Daroca.
Les premières années de son règne, un conflit l'oppose à sa mère. Il finit par lui accorder les châteaux d'Embid, Épila et Ariza en 1200. L'année suivante, ils se rencontrent à Daroca afin de mettre définitivement fin à leurs désaccords. Pierre doit ensuite s'assurer de la fidélité de Guerau III de Cabrera, vicomte d'Àger et de Cabrera, qui menace le comté d'Urgell. En 1200, il commande la compilation du Liber feudorum Ceritaniae, cartulaire qui compile ses droits en Cerdagne, dans le Roussillon et le Conflent.

### Couronnement à Rome
Pierre II se rend en Italie à la fin de l'année 1204. Il est couronné le 11 novembre 1204 en la basilique Saint-Pancrace de Rome par le pape Innocent III. Il prête allégeance au Saint-Siège, jurant de défendre la foi catholique, ce qui est à l'origine de son surnom. Il est le premier roi d'Aragon à être couronné des mains du souverain pontife. Cette reconnaissance de la suzeraineté pontificale ne semble pas avoir été agréée par tous en Aragon[réf. nécessaire].
Il mène une politique monétaire hasardeuse, afin de financer ses guerres, et baisse la valeur de la monnaie. Il concède à la ville de Montpellier le privilège de nommer ses propres magistrats.

### Lutte contre les Almohades

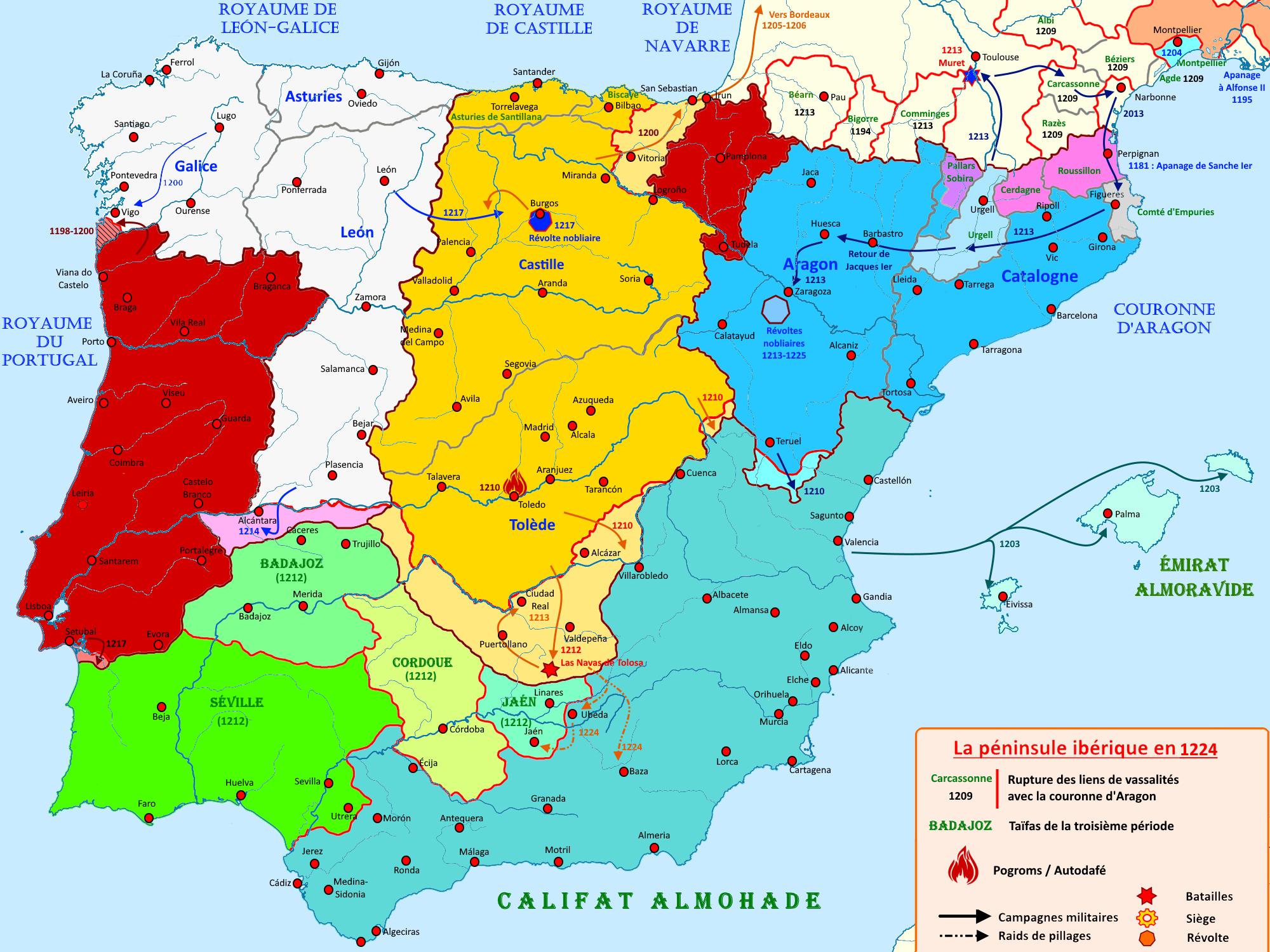
La Couronne d'Aragon (en bleu) de 1195 à 1224.

Pierre II poursuit l'expansion de son royaume vers le sud, en luttant contre les Almohades. Il repousse la frontière au sud de l'Aragon et s'empare de plusieurs villes, comme Mora de Rubielos (1198), Manzanera (1202), Rubielos de Mora (1203) et Camarena (1205). En 1201, il fonde l'ordre militaire des chevaliers de Saint-Georges d'Alfama et lui confie des terres dans la région de Tortosa, afin qu'ils protègent les côtes catalanes des pirates musulmans et l'aident dans ses nouvelles conquêtes. En 1210, il mène la guerre contre le taïfa de Valence et s'empare d'El Cuervo, Castielfabib et Ademuz, au nord de ce royaume.
Pierre II réaffirme également son alliance avec le royaume de Castille. Les rois d'Aragon et de Castille, Pierre II et Alphonse VIII, se rencontrent en 1204 à Campillo, près de Tarazona : la frontière entre les deux royaumes est définitivement fixée en ce lieu. Pierre II apporte une aide matérielle à Alphonse VIII lors de ses campagnes contre le royaume de Navarre d’une part et les musulmans d’autre part. Il participe, aux côtés des rois de Castille et de Navarre à la bataille de Las Navas de Tolosa en 1212, au cours de laquelle les Almohades subissent une défaite décisive.

### Politique provençale

Carte du royaume d'Aragon et de ses vassaux sous le règne de Pierre II.

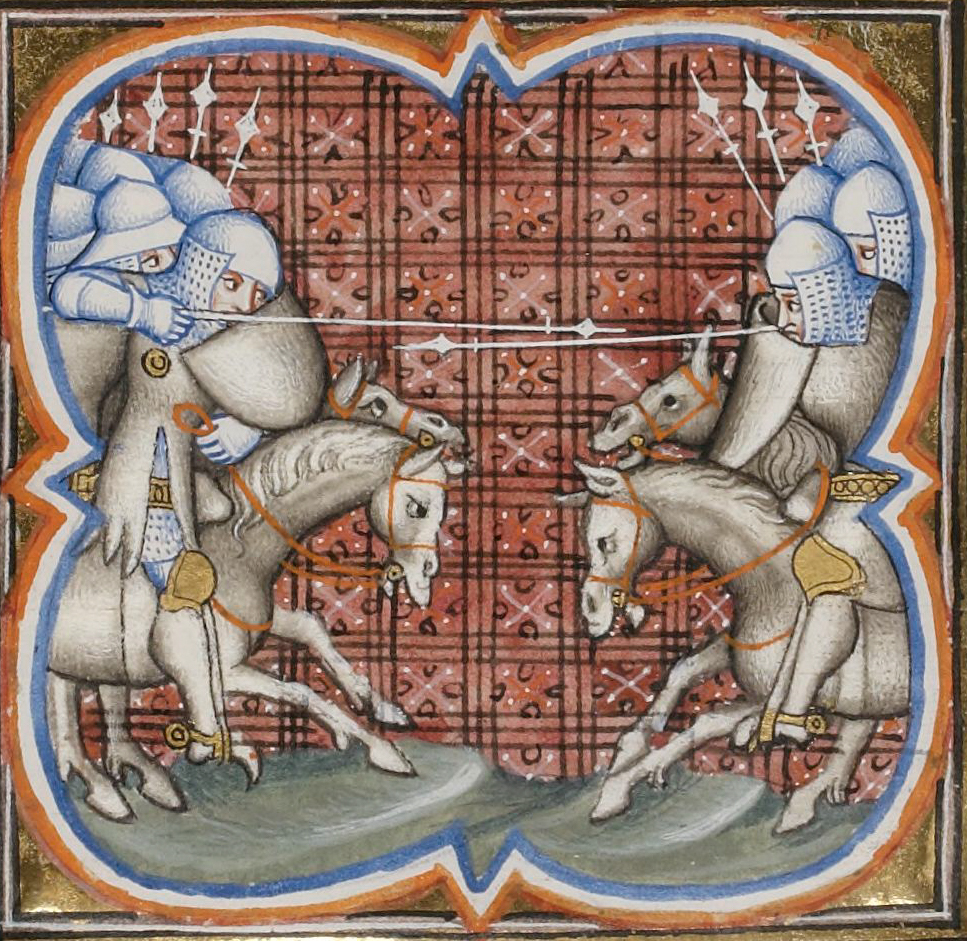
La bataille de Muret d'après une enluminure du XIVe siècle (Grandes Chroniques de France, BNF, Ms français 2813, fol. 252v.).

Le royaume d'Aragon est fortement implanté dans le sud du royaume de France : le roi aragonais est l'héritier de la politique comtale barcelonaise qui, depuis le milieu du XIe siècle, s'étend au-delà des Pyrénées, contre les ambitions des comtes de Toulouse. Les rois d'Aragon sont comtes de Carcassonne et du Razès en titre, même si leurs vassaux, les vicomtes Trencavel, prêtent hommage alternativement aux comtes de Toulouse et aux rois d'Aragon afin de préserver leur indépendance. Plusieurs autres seigneurs reconnaissent la suzeraineté du roi d'Aragon, tels que le comte de Comminges, le comte de Bigorre et le vicomte de Béarn. Les autres territoires au nord des Pyrénées, les comtés de Provence, du Gévaudan et de Millau ont été cédés à son frère Alphonse de Provence.
Pierre II est proche de la culture provençale et occitane. Sous son règne, les influences provençales et occitanes pénétrent la cour aragonaise. Pierre II lui-même se forge l'image d'un chevalier idéal « de haute stature et d'allure altière ». Il reçoit à la cour les troubadours Raimon de Miraval, Guiraut de Calanso et Guy d'Uzès.
Le roi d'Aragon est d'abord amené à s'intéresser aux affaires de Provence, à la suite du conflit qui oppose son frère au comte de Forcalquier, Guillaume IV. Il développe ensuite une politique matrimoniale intense. En 1200, sa sœur, Éléonore, épouse Raymond, héritier du comte de Toulouse et les deux frères concluent un traité d'amitié avec lui. En juillet 1204, Pierre II épouse Marie de Montpellier, séparée depuis 1201 de Bernard IV de Comminges et fille unique de Guilhem VIII, seigneur de Montpellier. Cependant, à cause d'une forte antipathie l'un pour l'autre, les deux époux se séparent rapidement. En 1206, Pierre II réclame l'annulation du mariage, afin d'épouser Marie de Montferrat, mais le pape Innocent III s'y oppose. Les Montpelliérains doivent recourir à un subterfuge pour aboutir à la naissance de l'infant Jacques en 1208. Ce dernier est le seul enfant légitime du couple.
Pierre renforce son emprise sur Raimond-Roger Trencavel, vicomte de Béziers et de Carcassonne, et obtint de lui l'hommage. En 1204, il force son frère et le comte de Forcalquier à faire la paix.

### Héros de Las Navas de Tolosa
La situation et les rapports de force sont bouleversés en 1208 par le déclenchement de la croisade des albigeois. Les croisés, menés par Simon de Montfort, s'emparent de Béziers et mettent le siège devant Carcassonne. Pierre II se rend à Carcassonne afin de convaincre son vassal, Raimond-Roger, de discuter avec les croisés.
En janvier 1211, Pierre II assiste à Narbonne à une entrevue entre Simon de Montfort, Raimond VI et les légats Arnaud Amaury, évêque de Narbonne, et Raimond, évêque d'Uzès. Le but de la rencontre est de trouver un accord entre le comte de Toulouse et les croisés. Simon de Montfort propose de fiancer sa fille avec l'héritier du roi d'Aragon, Jacques Ier. Il jure fidélité à Pierre II pour le comté de Carcassonne, tandis que Jacques est envoyé en otage auprès de lui, dans cette ville.
Revenu en Aragon, Pierre II contribue à la victoire chrétienne de Las Navas de Tolosa en juillet 1212. Mais dès les premières semaines de 1213, son attention se porte à nouveau vers Toulouse. Il prend sous sa protection les comtes de Toulouse, de Foix et de Comminges, et le 27 janvier 1213, Raymond VI rend hommage à Pierre II d'Aragon. Le 10 septembre, les deux hommes et le comte de Foix investissent Muret, où Simon de Montfort et les croisés se sont réfugiés. Le 12 septembre, les croisés de Simon de Montfort écrasent les coalisés au cours de la bataille de Muret. Pierre II, héros de Las Navas de Tolosa est tué au combat par l'épée d'un chevalier artésien, Alain de Renty. Raymond VI, d'ailleurs en butte avec l'évêque Foulques de Marseille, ne peut alors éviter la conquête de Toulouse par Simon IV de Montfort en juin 1215 et s'exile à la cour d'Aragon à Barcelone.
Le cadavre du roi, excommunié par le pape, est ramené par les chevaliers de l'ordre de Saint-Jean de Jérusalem à Toulouse. En 1217, le pape Honorius III accepte que sa dépouille soit mise en terre et il est définitivement enterré dans le monastère Sainte-Marie de Sigena, près de Huesca.

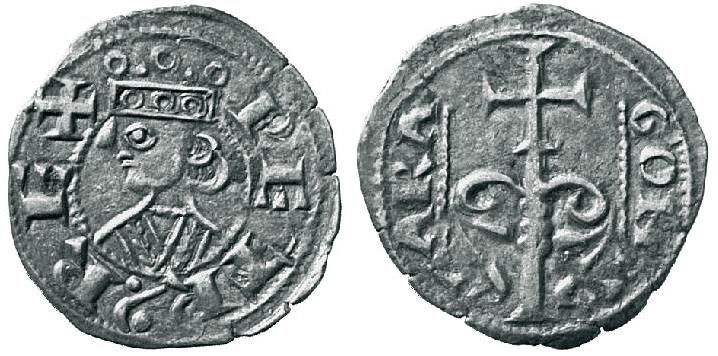
Denier de Pierre II (1205-1213). Avers : buste du roi couronné et légende Petro Rex. Revers : croix de procession sur une tige ornée de branches ou « chêne de Sobrarbe », et légende Aragon.
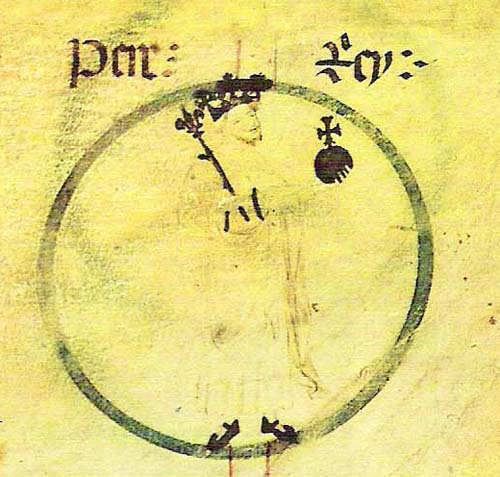
Représentation de Pierre II sur le rouleau généalogique du monastère de Poblet (1400).
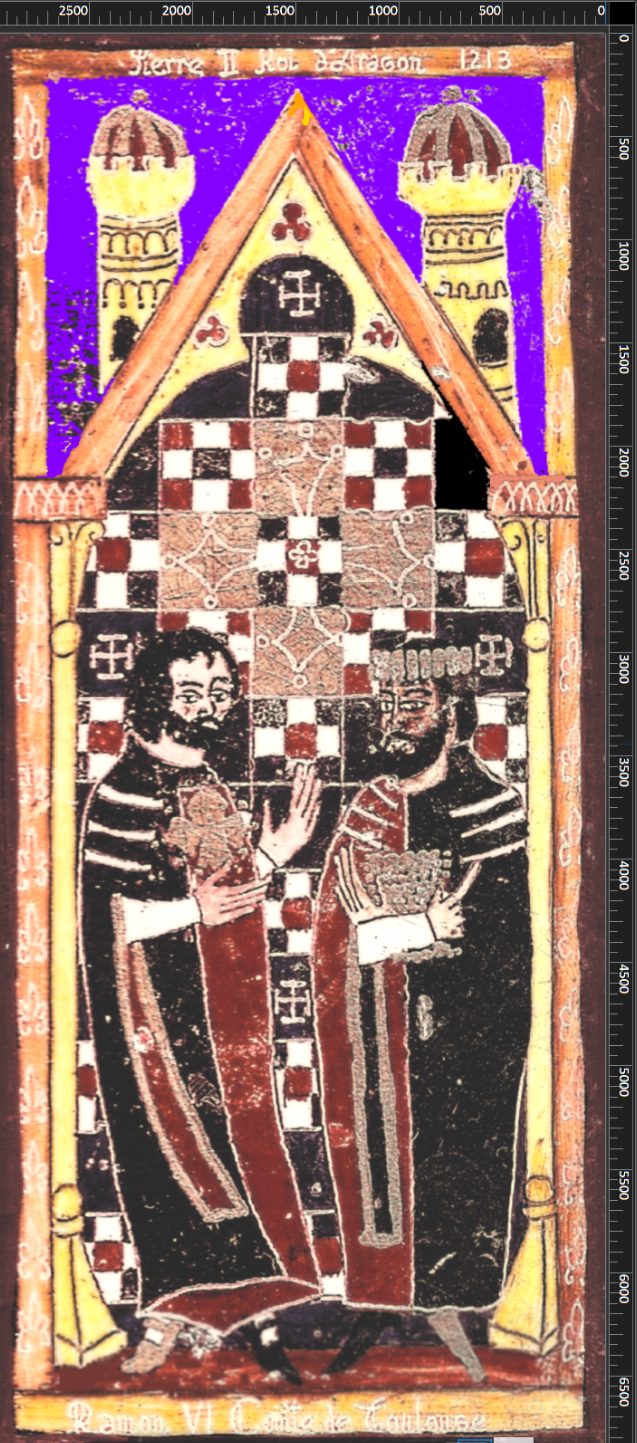
Raymond VI, comte de Toulouse, rend hommage à Pierre II d'Aragon.
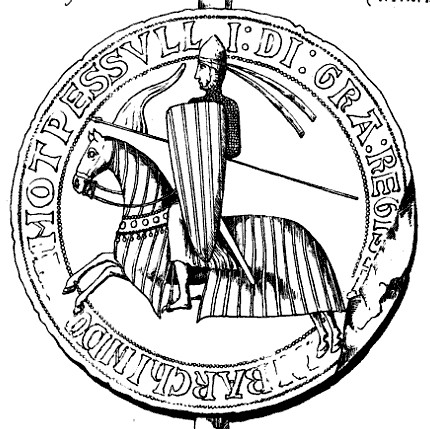
Sceau de Pierre II d'Aragon.

## Hommage
Il a donné son nom au lycée Pierre d'Aragon qui se situe à Muret.